# Яремів ліс
Яре́мів ліс — лісовий заказник місцевого значення в Україні. Розташований на території Житомирського району Житомирської області.
Площа — 70 га, статус отриманий у 1995 році. Перебуває у віданні ДП «Пулинський лісгосп АПК» (кв. 3, вид. 19—25; кв. 4, вид. 16—20, 24—45).

## Опис
«Яремів ліс» відкритий для туристів, відвідувачів. На території заказника налічується близько 14 видів ссавців та великих за розміром тварин, з них: вепр лось, олень, сарна, лисиця звичайна, (іноді трапляються вовк сірий, кіт лісовий). Виявлено близько 80 видів комах, з них: мураха червоний, мураха чорний, бджола, оса, стрикоза степова тощо, а також приблизно 20 видів птахів: орел степовий, сова лісова, сокіл, лелека звичайний, лелека чорний, чапля..